# سایمن فرانسیس
سیمون فرانسیس (انگلیسی: Simon Francis؛ زادهٔ ۱۶ فوریهٔ ۱۹۸۵) ورزشکار اهل بریتانیا است.
از باشگاه‌هایی که در آن بازی کرده‌است می‌توان به باشگاه فوتبال برادفورد سیتی، باشگاه فوتبال گریمزبی تاون، باشگاه فوتبال ای. اف. سی بورنموث، باشگاه فوتبال شفیلد یونایتد، باشگاه فوتبال چارلتون اتلتیک، باشگاه فوتبال ترانمره راورز، باشگاه فوتبال ساوتند یونایتد، و باشگاه فوتبال ای. اف. سی بورنموث اشاره کرد.